# القصر الملكي - متحف اللوفر (مترو باريس)
القصر الملكي - متحف اللوفر (بالفرنسية: Palais Royal – Musée du Louvre)‏ هي محطة مترو تابعة لمترو باريس تقع في فرنسا في الدائرة الأولى في باريس.[بحاجة لمصدر]

## معرض صور

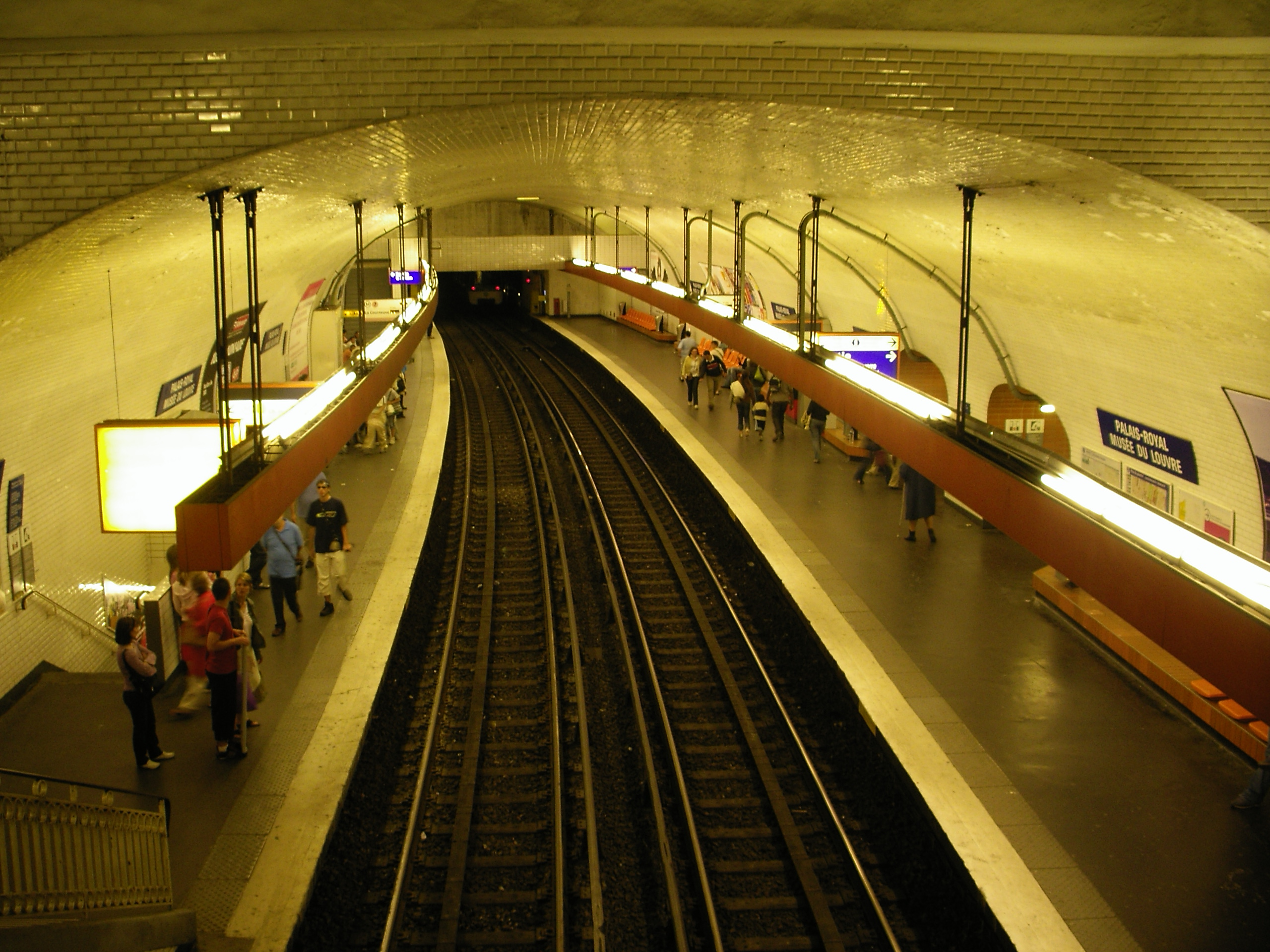
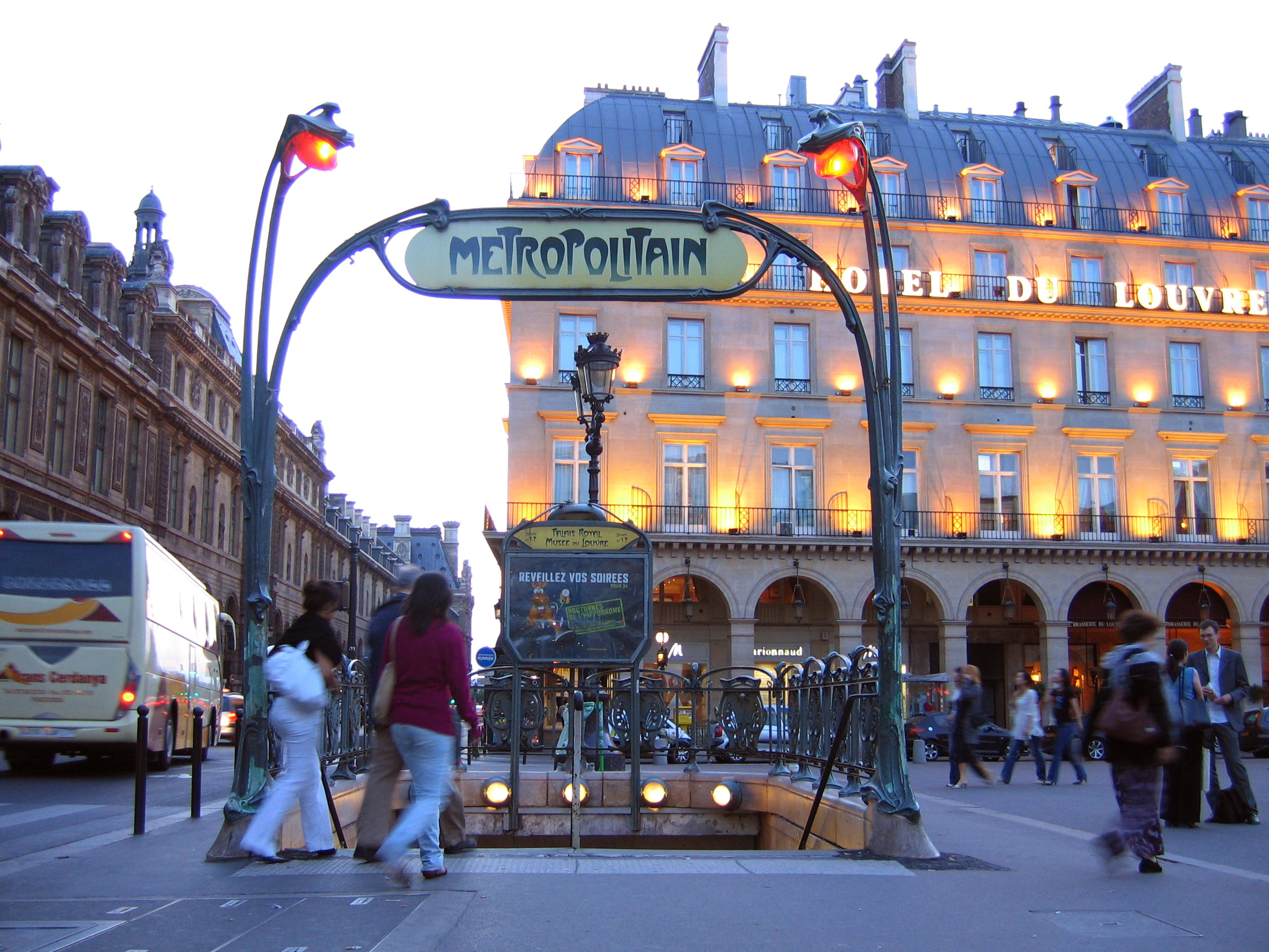
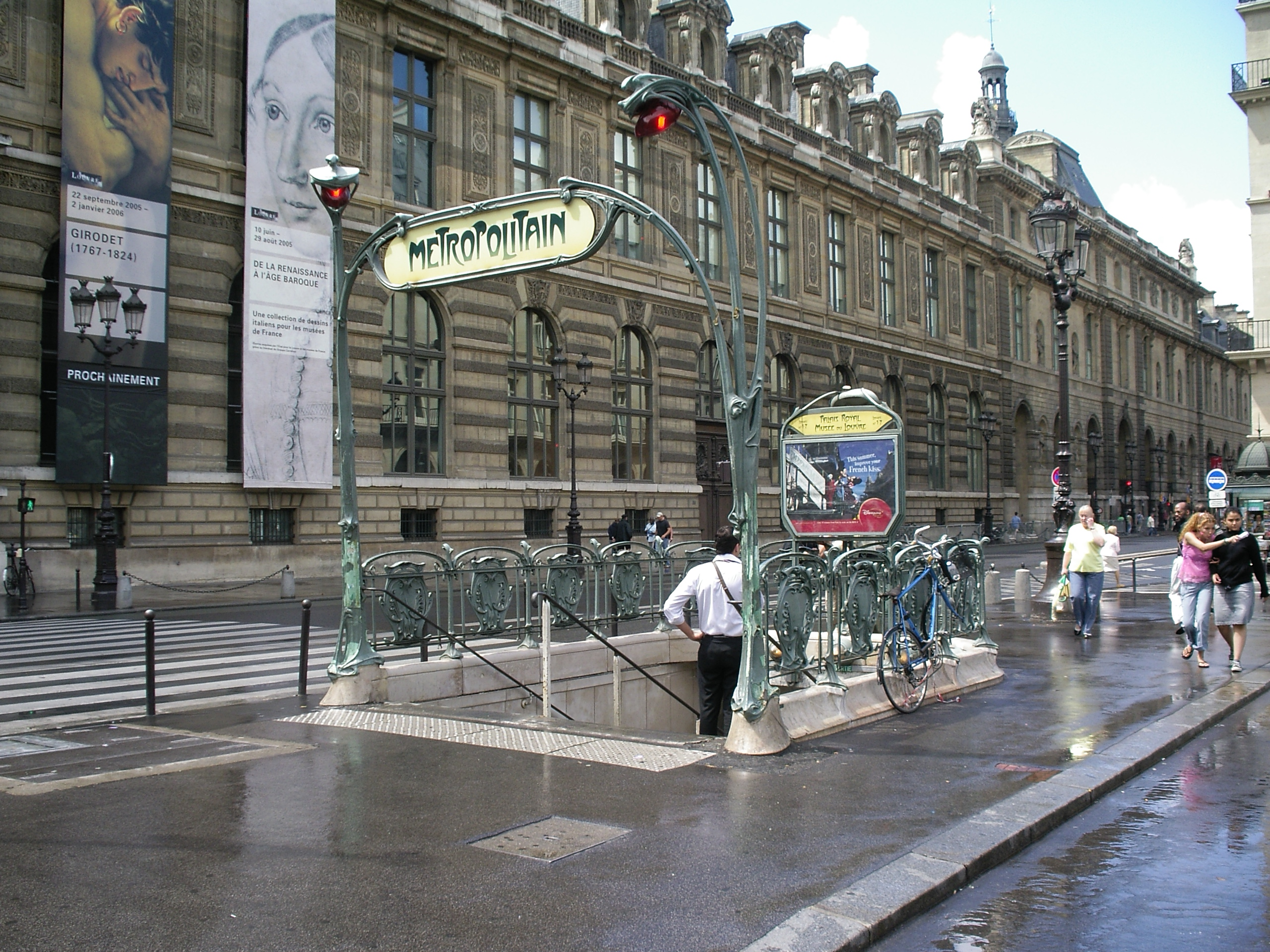